# Antonín Kapek
Antonín Kapek (* 6. Juni 1922 in Roudnice nad Labem; † 23. Mai 1990 in Svinná) war ein tschechoslowakischer kommunistischer Politiker und hoher Funktionär der kommunistischen Partei KSČ. Er war einer der bekanntesten Befürworter der Niederschlagung des Prager Frühlings.

## Leben
Kapek studierte von 1949 bis 1953 Maschinenbau an der Tschechischen Technischen Universität Prag und wurde danach Maschinenschlosser im Konzern ČKD. Er übernahm bald die Position des Technologieingenieurs, des Hauptingenieurs und des Betriebsdirektors, bis er 1965 zum Generaldirektor des Konzerns wurde, der er bis 1968 blieb.

## Politische Karriere
Kapek trat 1945 der KSČ bei, seit 1958 wurde er Mitglied des Zentralkomitees (bis 1989), 1962–1968 Präsidiumskandidat und 1970–1988 Präsidiumsmitglied des Zentralkomitees, außerdem hatte er hohe Funktionen in der Prager Organisation der KP. 1964 bis 1989 war er Abgeordneter im Parlament.
1968 gehörte er dem konservativen, stalinistischen Flügel der KSČ an. Er verfasste einen persönlichen Brief an den Generalsekretär der KPdSU, Leonid Breschnew, den er ihm am 29./30. Juli bei den Verhandlungen in Čierna nad Tisou übergab. Er argumentierte hier mit den Worten „Die Aktionsfähigkeit der Partei ist heute derart paralysiert, dass wir nicht mehr in der Lage sind, mit eigenen Kräften die weitere Vertiefung der ungünstigen Entwicklung zu verhindern. … Ich wende mich daher an Sie, Genosse Breschnew, mit dem Aufruf wie auch der Bitte um eine brüderliche Hilfe für unsere Partei.“ Nur einige Tage später unterschrieb er mit vier anderen Funktionären der Partei den sogenannten Einladungsbrief, in dem das sowjetische Eingreifen ebenfalls deutlich angefordert wurde.
Nach der Niederschlagung des Prager Frühlings wurde er zu einem der Hauptaktivisten der sogenannten Gruppe Čechie, die über 500 ultrakonservative Parteikader vereinigte. Er beteiligte sich maßgebend an der Verwirklichung der sogenannten Normalisierung.
Im Februar 1990 wurde er aus der Partei ausgeschlossen. Im Mai 1990 starb er durch Suizid.